# Waldemar Cierpinski
Waldemar Cierpinski (Neugattersleben, NDK, 1950. augusztus 3. –) kétszeres olimpiai bajnok német futó.

## Élete

### Sportpályafutása
Waldemar Cierpinski eredetileg sikeres gyalogló volt, csak 1974-ben, 24 évesen kötelezte el magát a maratonfutás mellett. A viszonylagos ismeretlenségből aratott hatalmas meglepetést, amikor az 1976-os montreali olimpián magabiztos versenyzéssel legyőzte Frank Shortert, a korábbi olimpiai bajnokot. A hagyományosan nagy figyelmet kapó maratonfutásban elért győzelme hőssé avatta őt az NDK-ban.
Az olimpiai diadal után visszaesés következett, az 1978-as atlétikai Európa-bajnokságon csak negyedik helyezést ért el. Az 1980-as olimpiára ismét esélyesként érkezett. Az versenyen nagy csatában, de végül magabiztos előnnyel győzte le a holland Gerard Nijboert. Az etióp Abebe Bikila mellett Cierpinski az egyetlen, aki meg tudta védeni a maratonfutásban szerzett bajnoki címét.
A moszkvai győzelem után ismét hullámvölgybe került. Csak 1983-ra sikerült ismét a világ élvonalába kerülnie, amikor Helsinkiben a világbajnokságon harmadik helyezést ért el. Sikere hatására úgy döntött, hogy megkísérli megvédeni a moszkvai olimpián szerzett aranyérmét, ám terveit keresztülhúzta a politika. A felfokozott hidegháborús légkörben a kelet-európai államok bojkottálták az 1984-es los angeles-i olimpiát. A bojkott miatti csalódottságában Cierpinski visszavonult az aktív élsporttól.

### Sportpályafutása után
Egyszerű polgárként Halle városában telepedett le. Az NDK megszűntéig nevelőegyesülete edzőjeként dolgozott szülővárosában. Az NDK megszűnése után az üzleti életben próbált szerencsét, sikerrel. Családi vállalkozása sportszereket értékesít.
Cierpinski szervezi a keleti tartományok egyik legjelentősebb sporteseményét, a Közép-német  Maratont (Mitteldeutscher Marathon). A legtöbb volt keletnémet bajnokkal szemben a német közvélemény nem feledkezett meg róla, napjainkban is igen népszerű és ismert. A Német Olimpiai Bizottság tagja.